# جوسبيل هيل
جوسبيل هيل هو أحد الأفلام التي انتجها جيانكارلو اسبوزيتو، واخرجه سنة 2008 . صدر الفيلم في 10 فبراير 2009 على DVD في الولايات المتحدة وشارك في العديد من المهرجانات السينمائية .

## سير الأحداث في الفيلم
يصل الناشط الحقوقي بيتر مالكولم إلى ذروة شعبيته الجماهيرية بسبب دفاعه عن الحقوق المدنية، لكنه يتم إطلاق الرصاص عليه بقسوة في شوارع جوسبيل هيل ويسقط قتيلا.
وبعد مرور ثلاثين عاما على قتله، لم توجه السلطات إتهاماتها إلى أي شخص، ويقوم شقيقه جون بعزل نفسه بعيدا عن المجتمع في محاولة للتفكير في مهام شقيقه الراحل غير المكتملة.
وأثناء غرق جون في بحر عميق من اليأس، تقوم زوجته الناشطة الم>>جتمعية بشن حملة صاخبة ضد مجموعة من المطورين يحاولون تحويل المدينة إلى جنة للاعبي الجولف.
وبعد فشل زوجة جون في دفعه إلى مساعدتها في حملتها المرهقة، تلجأ إلى مساعدة مدرسة وصلت لتوها إلى المدينة.

## وصلات خارجية
- جوسبيل هيل على موقع IMDb (الإنجليزية)
- جوسبيل هيل على موقع روتن توميتوز (الإنجليزية)
- جوسبيل هيل على موقع نتفليكس (الإنجليزية)
- جوسبيل هيل على موقع ألو سيني (الفرنسية)
- جوسبيل هيل على موقع Turner Classic Movies (الإنجليزية)
- جوسبيل هيل على موقع أول موفي (الإنجليزية)
- جوسبيل هيل على موقع فيلمافينيتي (الإسبانية)
- جوسبيل هيل على موقع قاعدة بيانات الأفلام السويدية (السويدية)
- جوسبيل هيل على موقع قاعدة بيانات الفيلم (الإنجليزية)
- جوسبيل هيل على موقع ليتربوكسد (الإنجليزية)